# Irkut-850
Irkut-850 (ros. Иркут-850) – rosyjski bezzałogowy statek powietrzny zbudowany w zakładach lotniczych Irkut.

## Historia
Dron jest przeznaczony do prowadzenia w czasie rzeczywistym rozpoznania fotograficznego, radarowego, trójwymiarowych obrazów terenu w paśmie widzialnym i termowizji, a także określania współrzędnych obiektów naziemnych wskazanych przez operatora. Ponadto Irkut-850 może przenosić na podskrzydłowych zaczepach dodatkowe wyposażenie, na które mogą składać się stabilizowane żyroskopowo systemy obrazowania, kamery cyfrowe o wysokiej rozdzielczości oraz trójwymiarowy system mapowania laserowego. 
Za platformę systemu przyjęto motoszybowiec Stemme S10VT, który został dostosowany do eksploatacji zarówno w wersji załogowej jak i bezzałogowej. Przystosowanie motoszybowca do lotu bezzałogowego wymaga zainstalowania w kabinie załogi dodatkowego wyposażenia do sterowania i łączności. Publiczna prezentacja konstrukcji nastąpiła podczas Międzynarodowego Salonu Lotniczo-Kosmicznego MAKS-2005. Z propozycją koncernu Irkut został zapoznany Siergiej Szojgu. Przedstawiona propozycja wzbudziła zainteresowanie firmy Diamond Aircraft Industries GmbH, która zaproponowała jego implementację na samolocie Diamond DA42 Twin Star. Prezentacja zagraniczna miała miejsce podczas IX Międzynarodowego Salonu Lotniczego Dubai Airshow 2005.